# Francesco Mochi

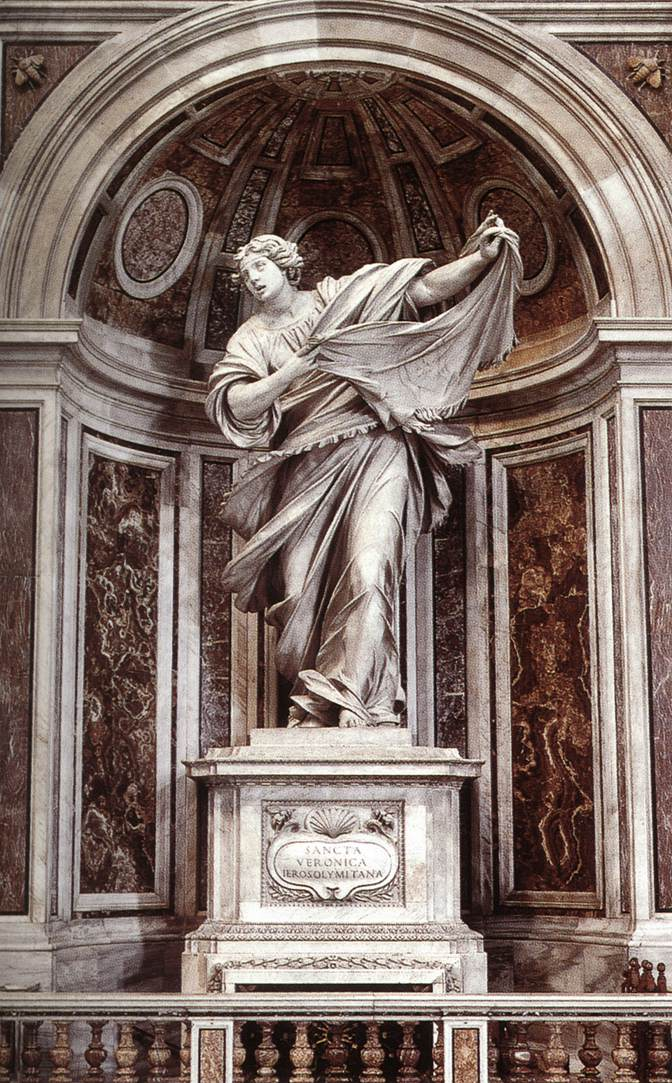
Santa Verónica.

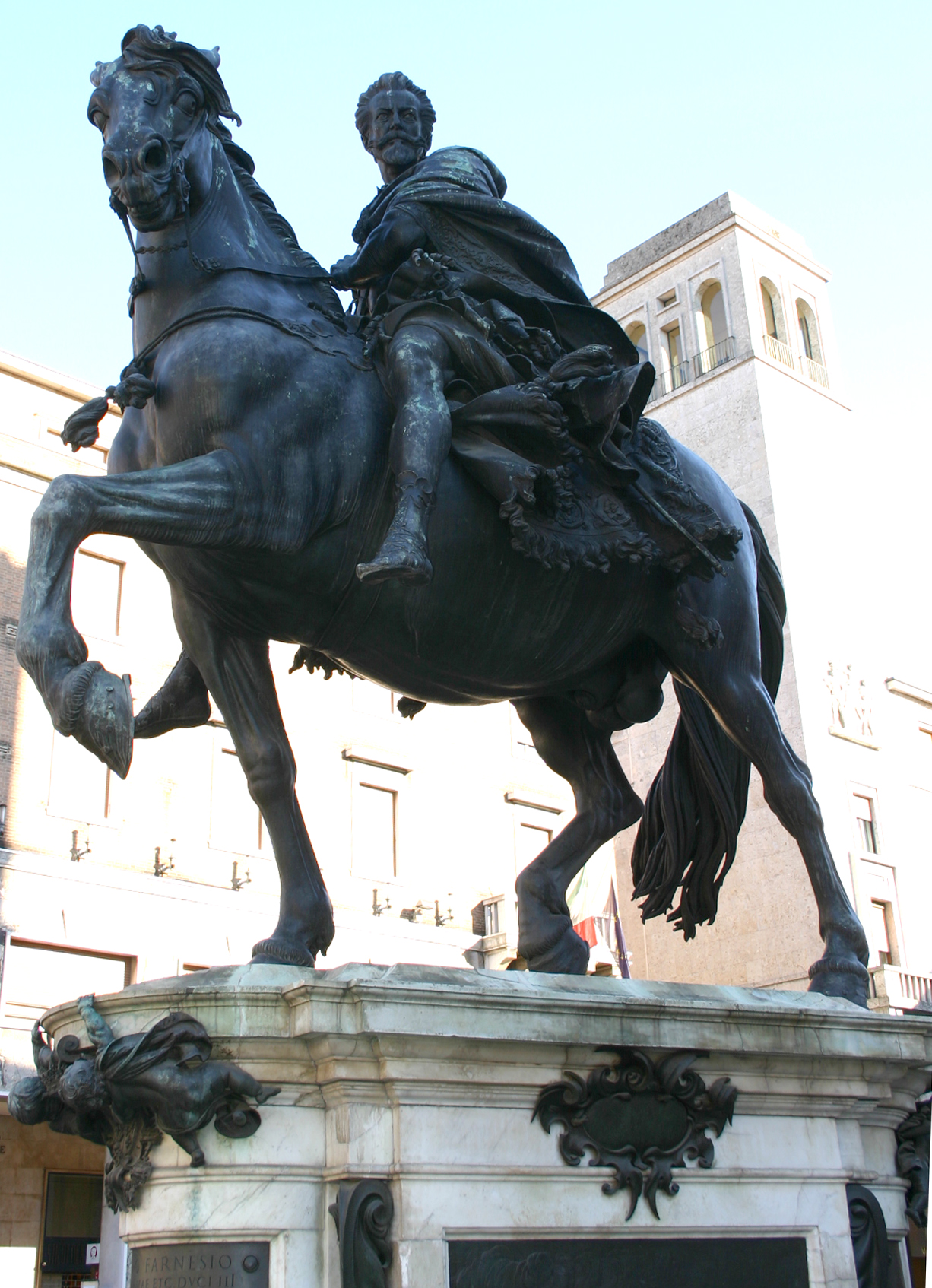
Monumento ecuestre de Alessandro Farnese.

Francesco Mochi (Montevarchi, 29 de julio de 1580-Roma, 6 de febrero de 1654), fue un escultor italiano del barroco.

## Biografía
Hijo de Lorenzo Mochi, Francesco estudió en Florencia con Santi di Tito. Hacia 1600 marchó a Roma para completar su formación con el escultor veneciano Camillo Mariani, a quien ayudó en la ejecución de su obra maestra, las ocho colosales estatuas de santos en San Bernardo alle Terme. Mochi llamó la atención del duque Mario Farnese, que le encargó su primera obra como artista independiente, el gran mármol de la Anunciación de la catedral de Orvieto.
Esta obra es considerada una de primeras del barroco. Mochi combinó sabiamente el estilo toscano con el manierismo realista del norte de Italia. Las figuras emanan una gran energía y frescura, consiguiendo imprimir en toda la obra una nueva vitalidad que anunciaba nuevos tiempos.
De 1614 a 1629 Mochi permaneció en Piacenza, siempre al servicio de Ranuccio I Farnese. Durante ese período realizó dos monumentos ecuestres que revolucionarían el estilo y romperían definitivamente con las normas impuestas por la estatuaria manierista basada en el ejemplo de Giambologna. Estos serían los monumentos a Ranuccio (1612-1620) y Alessandro Farnese (1620-1625).
A su regreso a Roma realizó su obra más ambiciosa, la Santa Verónica del crucero de la basílica de San Pedro. Verónica (Santa) fue la mujer que tendió el paño a Jesús durante el Viacrucis con el que este se enjugaría la cara, hecho que no aparece reflejado en la Biblia. La obra, por encargo papal fue diseñada por Bramante y ejecutada por Mochi. Supuestamente, en la columna de Santa Verónica se dispusieron unas partes huecas en las que se esconde el paño original en el que se refleja la cara de Jesús camino del calvario. La figura es todo un dechado de emoción, pero no fue bien recibida en el ambiente artístico romano, dominado por la dictadura de Bernini. Desilusionado, se refugió en un estilo rígidamente manierista, que supuso una involución con respecto a sus logros anteriores. Esa postura era tal vez una manera de protesta ante la supremacía de Bernini, cuya superioridad siempre se negó a reconocer. Sin embargo, aunque rival, fue también predecesor de este, que seguiría el camino abierto por Mochi.

## Obras destacadas
- 1603-1608: Anunciación (Museo dell'Opera, Orvieto)
- 1609-1621: Santa Marta (Sant'Andrea della Valle, Roma)
- 1612-1620: Monumento ecuestre de Ranuccio Farnese (Piazza Cavalli, Piacenza)
- Monumento ecuestre de Alessandro Farnese (1620-1625, Piazza Cavalli, Piacenza)
- 1628-1629: Busto del Cardenal Antonio Barberini (Toledo Museum of Art, Ohio)
- 1629-1640: Santa Verónica (San Pedro del Vaticano, Roma)
- desp. 1634: Bautismo de Cristo (Palazzo Braschi, Roma)
- '1641-1644: 'San Judas Tadeo (Orvieto)
- 1638-1652: San Pedro y San Pablo (Porta del Popolo)

Grupo de la Anunciación de Orvieto
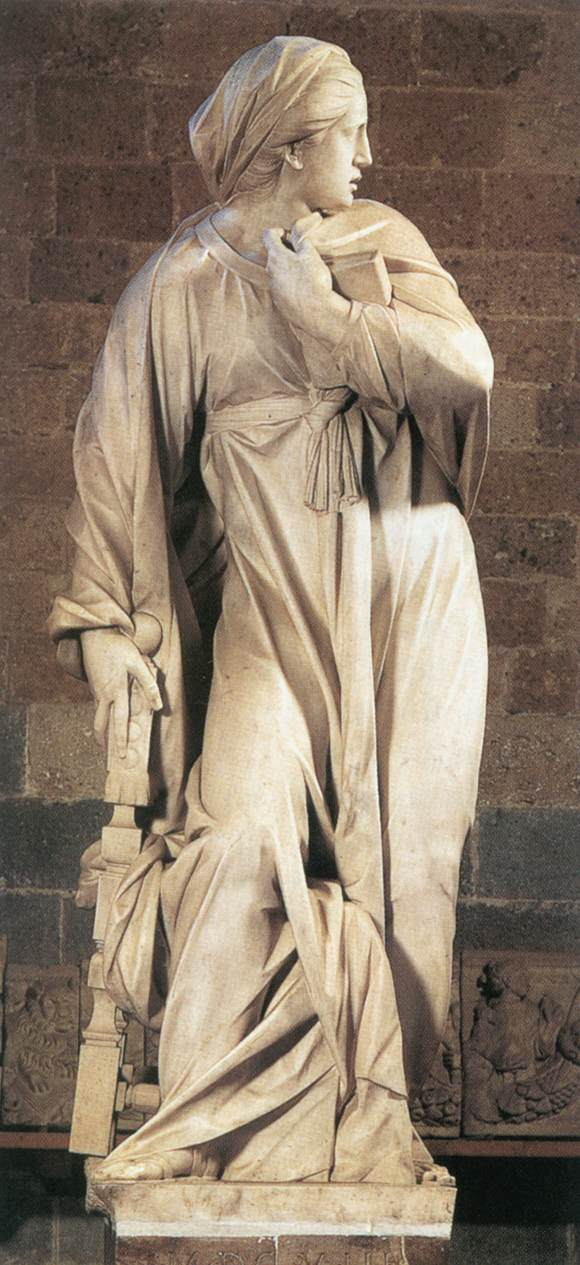
Virgen de la Anunciación
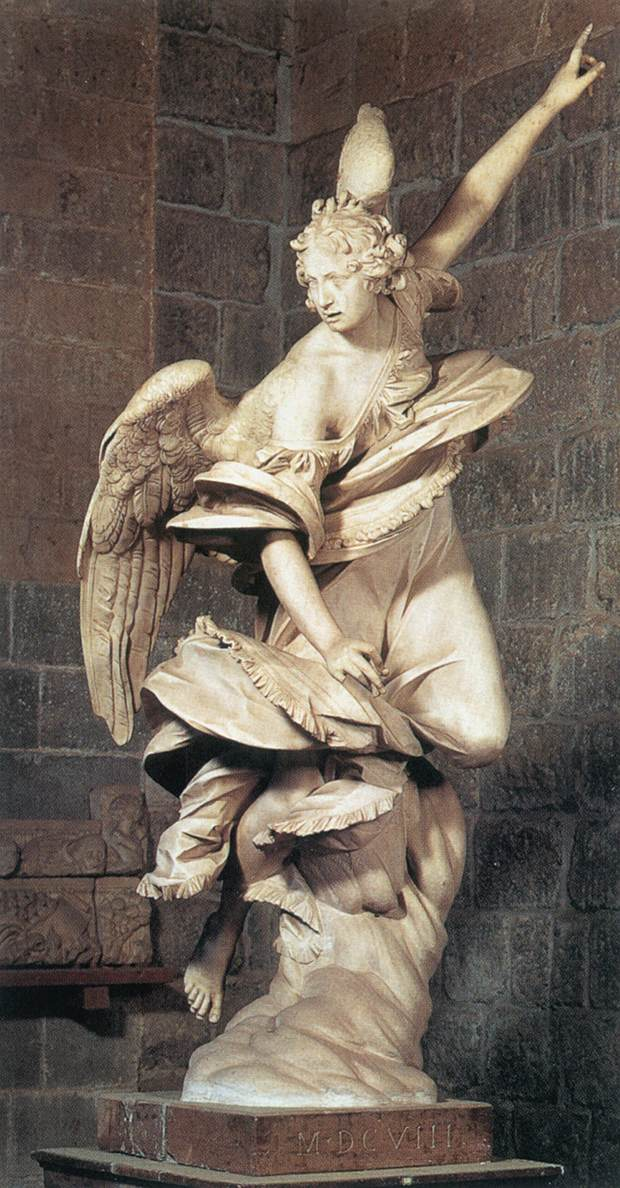
Angel de la Anunciación